# Cinque Tribù Civilizzate

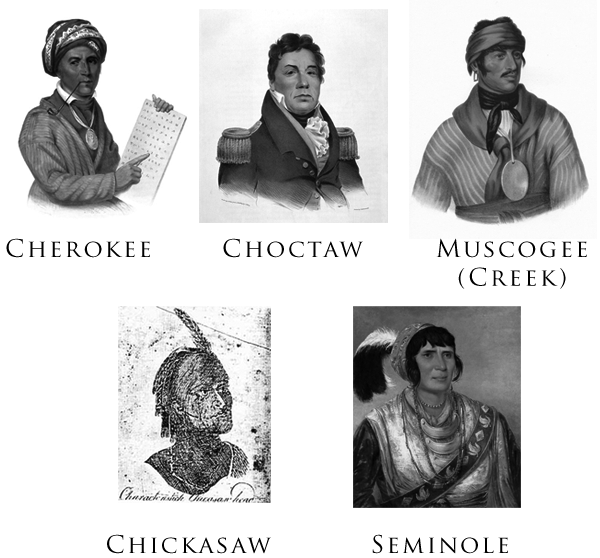
Le cinque tribù civilizzate.

Cinque Tribù Civilizzate è un termine applicato dal governo degli Stati Uniti a cinque gruppi di Nativi americani, Cherokee, Chickasaw, Choctaw, Creek, e Seminole, considerati "civilizzati" dai coloni bianchi in quanto avevano adottato molti degli usi e costumi dei colonizzatori, compresa la cristianizzazione, ed erano generalmente in buoni rapporti con essi. Il processo di trasformazione culturale fu inizialmente voluto da George Washington e Henry Knox e portò all'integrazione dei Cherokee e degli Choctaw nella cultura europeo-americana.
Tuttavia, nonostante gli iniziali buoni rapporti, nel XIX secolo, l'espansionismo dei coloni bianchi nei loro territori si fece sempre più incessante, portando infine alla rimozione di queste tribù verso ovest, nel cosiddetto Sentiero delle lacrime, ricollocandole nel nuovo Territorio indiano (oggi Oklahoma). 

## Storia
Le Cinque Tribù Civilizzate vissero negli Stati Uniti meridionali prima della loro ricollocazione in altre parti del territorio, specialmente nel futuro Stato dell'Oklahoma.

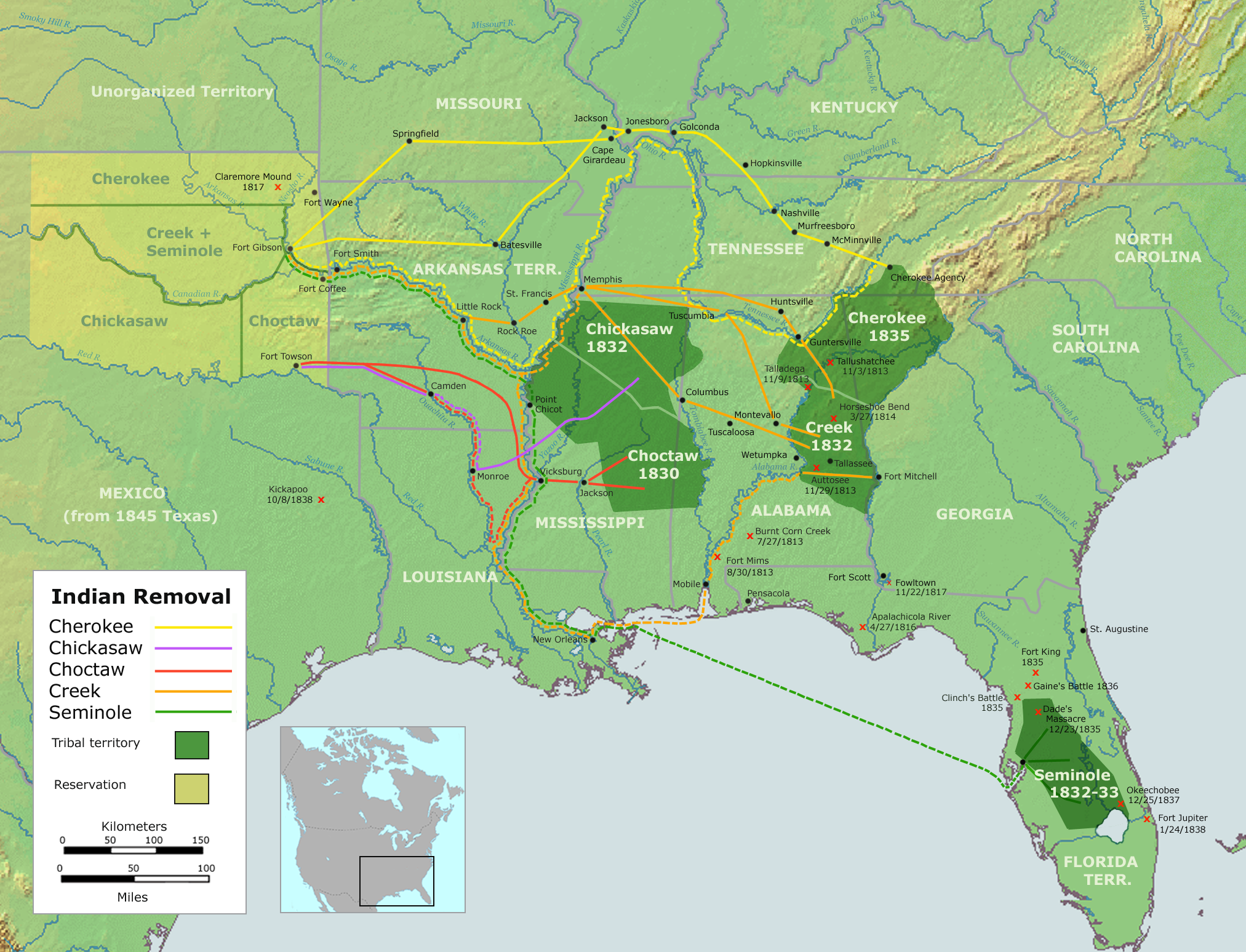
Mappa della espulsione delle Cinque Tribù dai loro territori originari al Territorio indiano (oggi Oklahoma).

Le tribù civilizzate vennero trasferite dalla loro terra madre a est del Mississippi durante il cosiddetto Sentiero delle lacrime, autorizzato dalle leggi federali, nel corso di diversi decenni per essere ricollocate in ciò che allora era il cosiddetto territorio indiano e corrisponde oggi alla parte orientale dello Stato dell'Oklahoma. Il più terribile e crudele di questi esodi forzati fu quello dei Cherokee nel 1838, durante il quale la presidenza di Martin Van Buren costrinse, con il trattato di New Echota, i Cherokee stessi a barattare le terre di loro proprietà con territori più ad occidente. Nella loro nuova patria i primi ad organizzarsi furono i Choctaw che nel 1834 si costituirono in repubblica. Furono imitati dai Creek, arrivati tra il 1836 ed il 1840 che costituirono una loro repubblica nel 1839, i Chickasaw che organizzarono la loro repubblica nel 1856 ed i Cherokee che la organizzarono nel 1859.
Durante la Guerra civile americana le Cinque Tribù si divisero in base alle loro alleanze con le due parti contendenti. I Choctaw ed i Chickasaw, proprietari di schiavi, combatterono in prevalenza al fianco degli  stati confederati, mentre i Creek ed i Seminole appoggiarono l'Unione; i Cherokee vissero una drammatica guerra civile all'interno della loro nazione tra la maggioranza sudista e la minoranza nordista.
Le tribù che si erano alleate con il Sud schiavista, una volta sconfitte vengono soppresse dal governo americano, privandole delle terre finora assegnate e dei diritti finora garantiti, aprendo alla colonizzazione bianca anche le terre centrali del vecchio territorio indiano. IL presidente degli Stati Uniti Harrison fece assegnare tutta la striscia occidentale del territorio a circa 20mila coloni bianchi, facilitati dalla ferrovia aperta nella regione dal 1872.
Anche se il numero di schiavisti tra i Nativi americani era ridotto, ve ne erano in ognuna delle tribù. Inoltre alcuni afroamericani liberati vivevano con loro, specialmente con i Seminole. Molti di essi divennero noti come Indiani neri. Alla fine della guerra, ed in seguito a trattati con il governo federale, gli schiavi nativi americani vennero liberati ed ottennero diritto di cittadinanza all'interno delle rispettive nazioni. Divennero conosciuti con il soprannome di liberti tribali (tribal freedmen) ed ancora una volta i più famosi tra di essi erano Cherokee. La questione della cittadinanza e dei benefici all'interno della tribù è a tutt'oggi fonte di discussione e le associazioni dei liberti ricorrono a volte alla legge per far rispettare i propri diritti.

Territori assegnati alle Cinque Tribù all'interno del Territorio indiano (oggi Oklahoma), confini del 1866.

Una volta ricollocate le tribù nel cosiddetto Territorio indiano, il governo degli Stati Uniti promise che nelle nuove terre non si sarebbero stabiliti uomini bianchi. Tuttavia alcuni pionieri attirati dalla selvaggina violarono questa condizione già nel 1893, quando il governo aprì la Striscia Cherokee durante la Corsa alla terra dell'Oklahoma (Cherokee Outlet). 
Il 16 novembre 1907 il Territorio dell'Oklahoma ed il Territorio indiano furono fusi nel nuovo stato dell'Oklahoma, e ammesso negli Stati Uniti d'America, dove tutte e cinque le tribù civilizzate sono presenti in gran numero a tutt'oggi.
Il termine civilizzate fu naturalmente al centro di numerosi dibattiti (ad esempio negli scritti di Vine Deloria) ed era considerato offensivo e sprezzante. Sottintendeva infatti che gli altri gruppi di Nativi americani fossero incivili e che l'unica via per la civilizzazione fosse quella americana ed europea. Il termine fu comunque interiorizzato nella cultura delle cinque tribù, che lo utilizzavano per designare se stesse.

## L'esperimento della civilizzazione
George Washington ed Henry Knox proposero la trasformazione culturale dei Nativi americani. Washington credeva che i Nativi americani fossero uguali agli uomini bianchi, ma che la loro società fosse inferiore. Egli formulò una politica volta ad incoraggiare il processo "civilizzatore", e Thomas Jefferson la continuò. Il celebre storico di Andrew Jackson, Robert Remini, scrisse che "essi presumevano che una volta che gli Indiani avessero adottato la pratica della proprietà privata, costruito case, praticato l'agricoltura, educato i loro figli e abbracciato il cristianesimo, questi Nativi americani avrebbero conquistato l'accettazione dagli Americani bianchi". Il piano in sei punti di Washington includeva giustizia imparziale verso gli Indiani; acquisto regolamentato delle terre indiane; promozione del commercio; promozione di esperimenti per "civilizzare" o migliorare la società indiana; possibilità per il presidente di fare "regali"; e punizione di chi violava i diritti indiani. Il governo nominò agenti, come Benjamin Hawkins, per vivere tra gli Indiani ed insegnare loro, attraverso l'esempio e l'istruzione, a vivere come i bianchi. Le tribù del sudest si attennero alla politica di Washington in quanto istituirono scuole, adottarono le pratiche agricole dei piccoli proprietari terrieri, si convertirono al cristianesimo, e costruirono case come i loro vicini coloniali.
(Henry Knox - Notes to George Washington from Henry Knox.)

## Le tribù

### Cherokee
I Cherokee si riferiscono a sé stessi come Tsa-la-gi (pronunciato "cia la gi") o A-ni-yv-wi-ya (pronunciato "a ni ye wi ya", traduzione letterale: "Popolo Principale"). Nel 1654 i Powhatan si riferivano a questa popolazione come Rickahockan. Furono deportati in Oklahoma (Indian Territory) nel 1839 dove si stabilirono nella parte nord-est del paese, a nord del fiume Arkansas e con un ulteriore vasto territorio più ad ovest conosciuto come "Cherokee Outlet" (mantenuto fino al 1893), posto ad est della striscia neutrale più ad occidente (Neutral Strip); costituitisi in una repubblica organizzata nel 1859, con cittadine e paesi, assumendo le abitudini degli europei (Cabin Creek, Union, Salina, Conwanhaire,  Fort Wayne,  Lount Grove, Tamlequam, Park Hill, Sallisaw, Webber Falls, Fort Coffee).

### Chickasaw
I Chickasaw risiedevano originariamente lungo il fiume Tennessee ad est della odierna Huntsville (Alabama), coprendo parti del Mississippi e del Tennessee. Originari di zone più ad ovest, i Chickasaw si trasferirono ad est del fiume Mississippi molto prima dei contatti con gli Europei. Tutte le testimonianze storiche indicano che i Chickasaw abitarono il Mississippi nordoccidentale dai primi contatti con gli Europei finché non furono costretti a spostarsi in Oklahoma, dove la maggior parte vivono ora. Sono imparentati con i Choctaw, che parlano una lingua simile, formando entrambi il gruppo occidentale delle lingue muskogeane. "Chickasaw" è l'ortografia inglese di Chikasha (tʃikaʃːa), che significa o "ribelle" o "che viene da Chicsa". I Chickasaw sono divisi in due gruppi: gli "Impsaktea" e gli "Intcutwalipa". I Chickasaw erano una delle Cinque Tribù Civilizzate che andarono nel Territorio indiano durante l'era della deportazione degli indiani. Diversamente da altre tribù, che barattarono le concessioni delle terre, i Chickasaw ricevettero una compensazione finanziaria dagli Stati Uniti per le loro terre ad est del fiume Mississippi. La Nazione Chickasaw è la tredicesima più grande tribù degli Stati Uniti riconosciuta a livello federale.
Deportati in Oklahoma nel 1837, gli furono assegnate come riserva le terre ad ovest del fiume Arkansas, condividendole cone le trib minori dei Sac e Fox, degli Iowa, dei Kickapoo, dei Pawnee. Si organizzano in una repubblica in stile europeo nel 1856.

### Choctaw
I Choctaw sono originari del Sud-est degli Stati Uniti (Mississippi, Alabama e Louisiana). Appartengono al gruppo linguistico muskogeano. La parola Choctaw (nota anche come Chahta, Chato e Tchakta) potrebbe derivare dalla parola castigliana chato, che significa "piatto"; tuttavia, il celebre antropologo John Swanton suggerisce che il nome appartenga ad un capo Choctaw. Erano parte della cultura mississippiana che era collocata lungo tutta la valle del Mississippi. I primi esploratori spagnoli, secondo lo storico Walter Williams, vennero in contatto con i loro predecessori. Sebbene gruppi minori di Choctaw siano ubicati nella regione meridionale, la Nazione Choctaw dell'Oklahoma e la Banda del Mississippi degli Indiani Choctaw sono le due principali associazioni Choctaw.
Deportati nelle riserve dell'Oklahoma  nel 1834, sono tra le prime tribù che organizzano il proprio stile di vita all'europea; gli furono assegnati vasti territori intorno al fiume Washita a sud del South Canadian fino al medio corso del Red.

### Creek
I Creek sono originari del Sud-est degli Stati Uniti, conosciuti anche con il loro nome originale Muscogee (o Muskogee), che usano per identificare sé stessi oggi. Mvskoke è il loro nome nell'ortografia tradizionale. I moderni Muscogee vivono principalmente in Oklahoma, Alabama, Georgia e Florida. La loro lingua, il mvskoke, fa parte del ramo creek della famiglia linguistica muskogeana. I Seminole sono parenti stretti dei Muscogee e parlano anche loro una lingua creek. Le tribù creek comprendevano la Nazione Muscogee Creek, la Banda Poarch degli Indiani Creek in Alabama, la Città Tribale di Alabama-Quassarte, la Città Tribale di Kialegee, la Città Tribale di Thlopthlocco e la Tribù Miccosukee degli Indiani della Florida.
Furono deportati nelle riserve dell'Oklahoma tra il 1836 e il 1840, assegnandoli le terre a nord del South Canadian condivise con  i Sac e Fox, i Seminole, i Potawatomi, Absentee, Shawnee, i Muskogee; furono una delle tribù che accolsero gli usi europei organizzandosi in repubblica autonoma nel 1839 (Tribù civilizzate).

### Seminole
I Seminole sono originari della Florida ed ora residenti sia in Florida che in Oklahoma. La Nazione Seminole si formò nel XVIII secolo ed era composta di Nativi americani rinnegati e reietti della Georgia, del Mississippi e dell'Alabama, in modo particolare dalla Nazione Creek, nonché di Afroamericani che fuggivano dalla schiavitù in Carolina del Sud e in Georgia. Mentre grosso modo 3.000 Seminole furono costretti ad ovest del fiume Mississippi, compresa la Nazione Seminole dell'Oklahoma, che raccolse nuovi membri lungo il cammino, approssimativamente da 300 a 500 Seminole rimasero e combatterono nella regione delle Everglades in Florida. In una serie di guerre contro i Seminole in Florida, morirono circa 1.500 soldati statunitensi. I Seminole non si arresero mai al governo degli Stati Uniti, di conseguenza, i Seminole della Florida chiamano sé stessi il "Popolo Indomito". Le Tribù Seminole oggi includono la Nazione Seminole dell'Oklahoma e la Tribù Seminole della Florida. Dopo lunghe guerre e massacri una parte della tribù fu deportata in Oklahoma.